# Wat Phichai Yat
Wat Phichaya Yatikaram Worawihan, còn gọi là Wat Phichai Yat (tiếng Thái: วัดพิชยญาติการาม, วัดพิชัยญาติ) là một chùa Phật giáo Thái ở Băng Cốc, được xem là một trong những ngôi chùa đẹp và nổi bật nhất ở Băng Cốc và phía Thonburi. Ngôi chùa nằm dọc theo bờ Khlong Somdet Chao Phraya ở Khlong San gần Wongwian Lek hiện tại.
Wat Phichai Yat đã được đăng ký di tích cổ quốc gia bởi Cục Mỹ thuật vào năm 1949.

## Hình ảnh

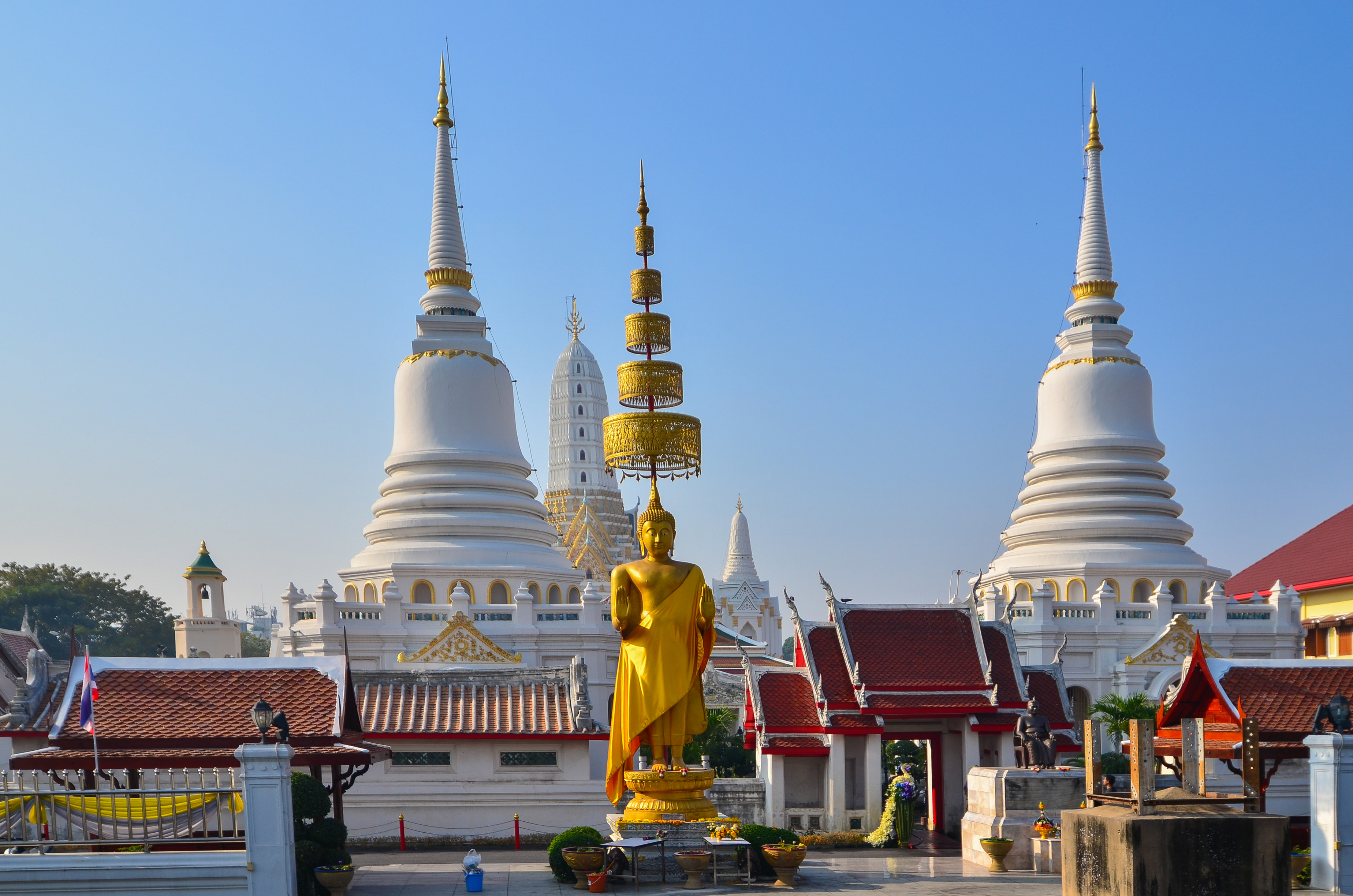
Đền và phù đồ trắng
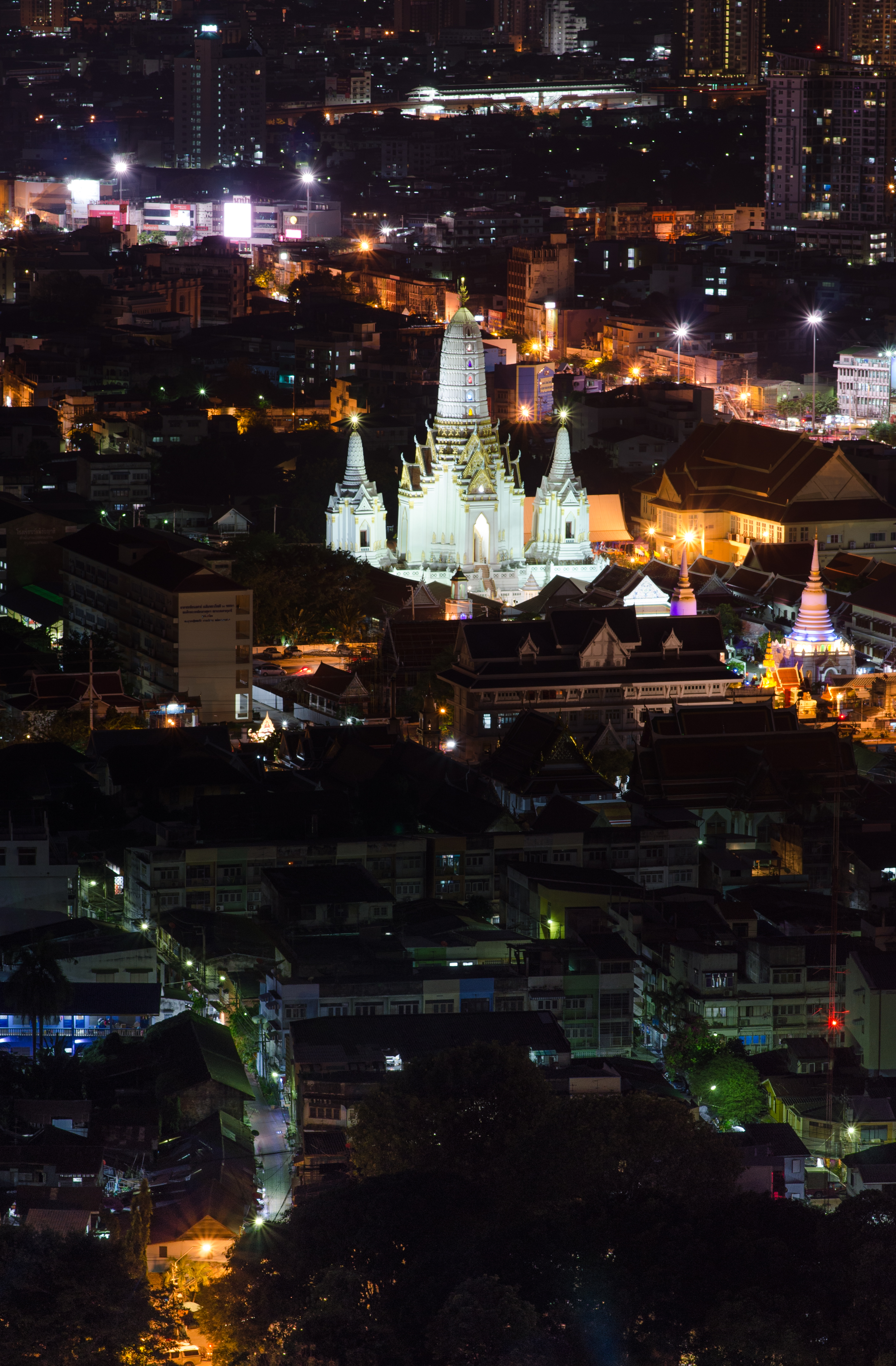
Nhìn từ trên không vào ban đêm
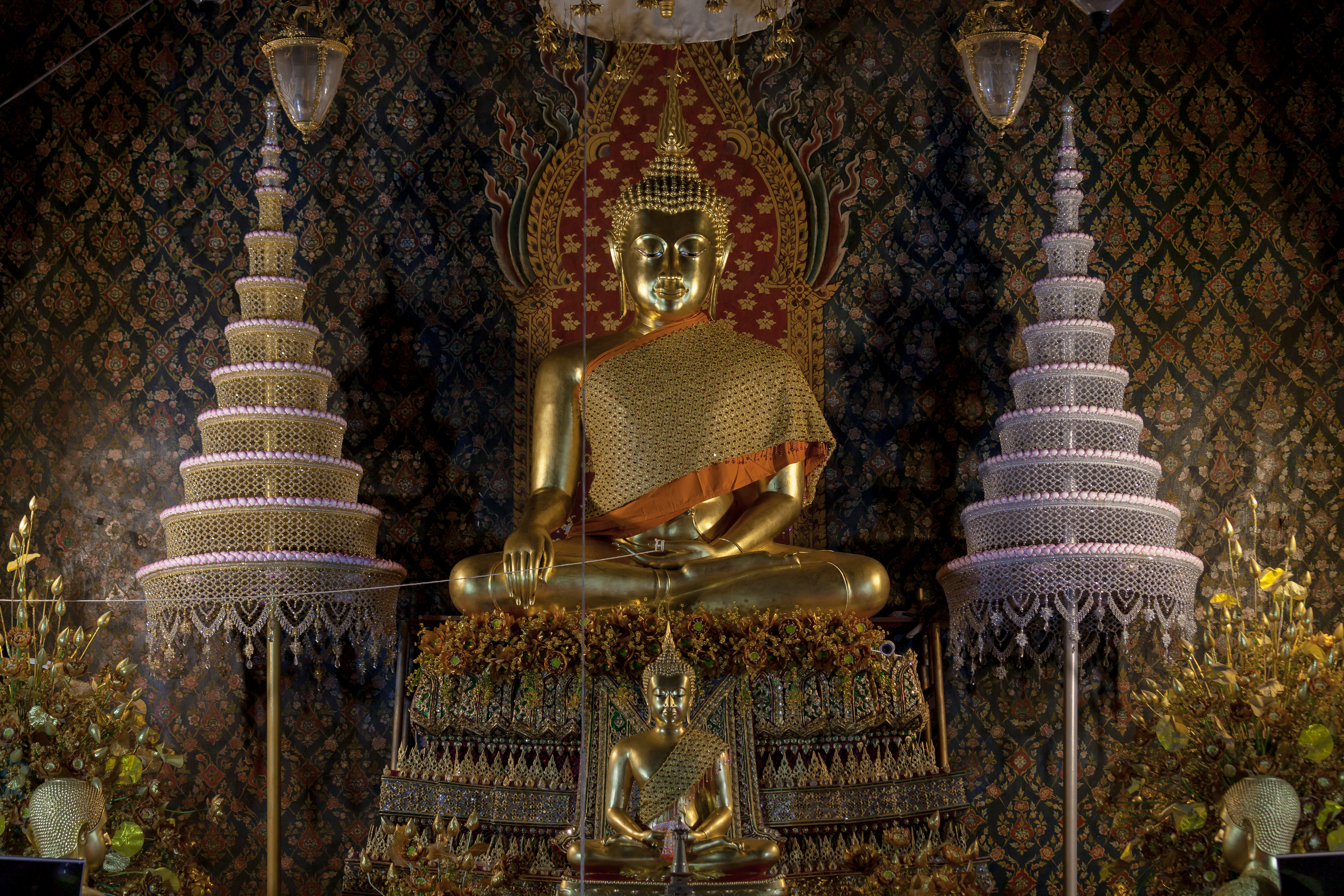
Phra Sittharot
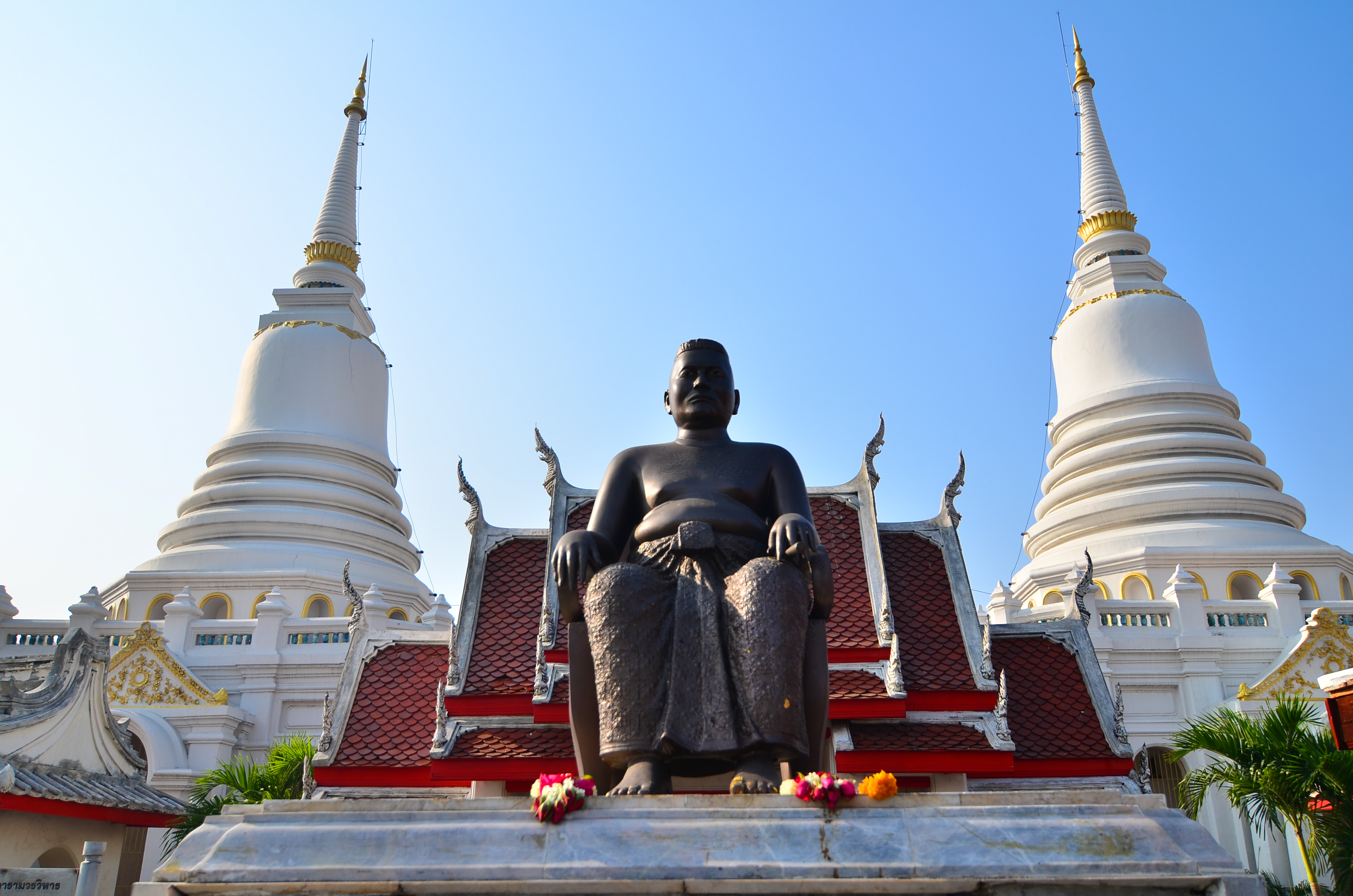
Tượng Somdet Chao Phraya Borom Maha Phichai Yat người phục dựng
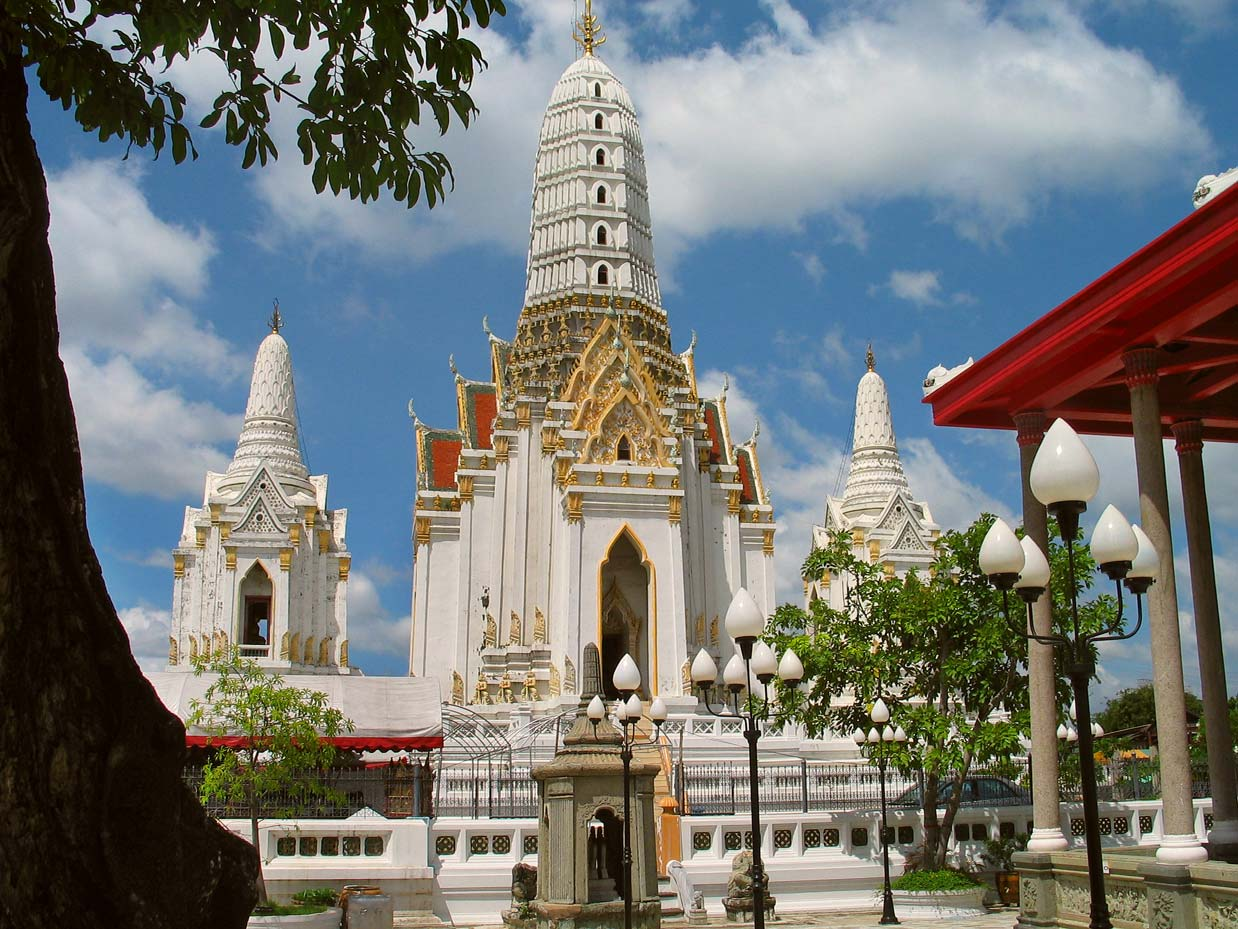
The Prang (kiến trúc Khmer)
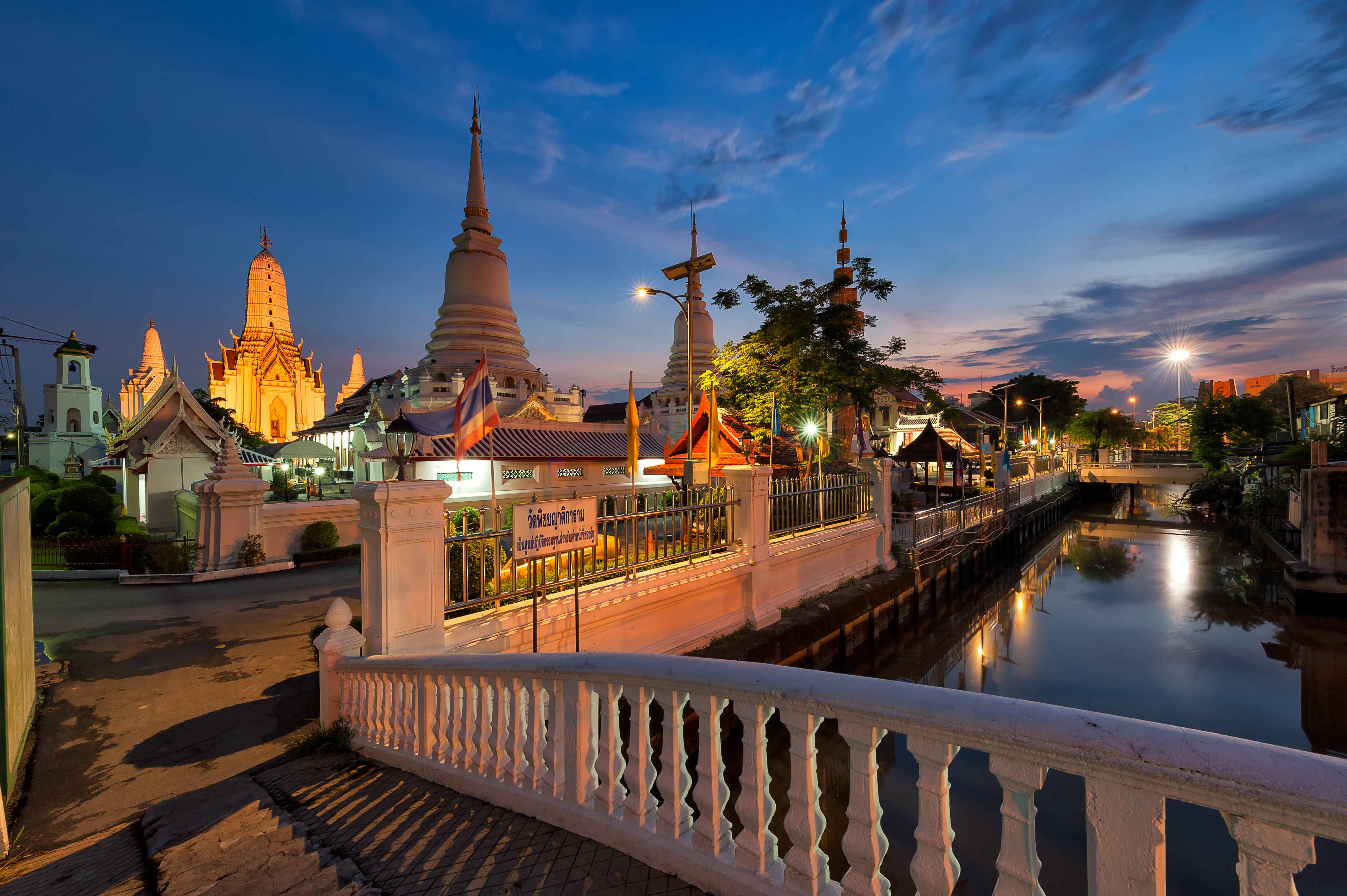
Ngôi chùa và cây cầu bắc qua Khlong Somdet Chao Phraya vào lúc hoàng hôn